# Fenoarivo (Antananarivo Atsimondrano)
Fenoarivo è una città e comune del Madagascar situata nel distretto di Antananarivo Atsimondrano, regione di Analamanga. 
La popolazione del comune rilevata nel censimento 2001 era pari a 22 501 unità.